# Пшитули (Олецький повіт)
Пшитули (пол. Przytuły, нім. Przytullen) — село в Польщі, у гміні Олецько Олецького повіту Вармінсько-Мазурського воєводства.
У 1975-1998 роках село належало до Сувальського воєводства.